# 迈加隆

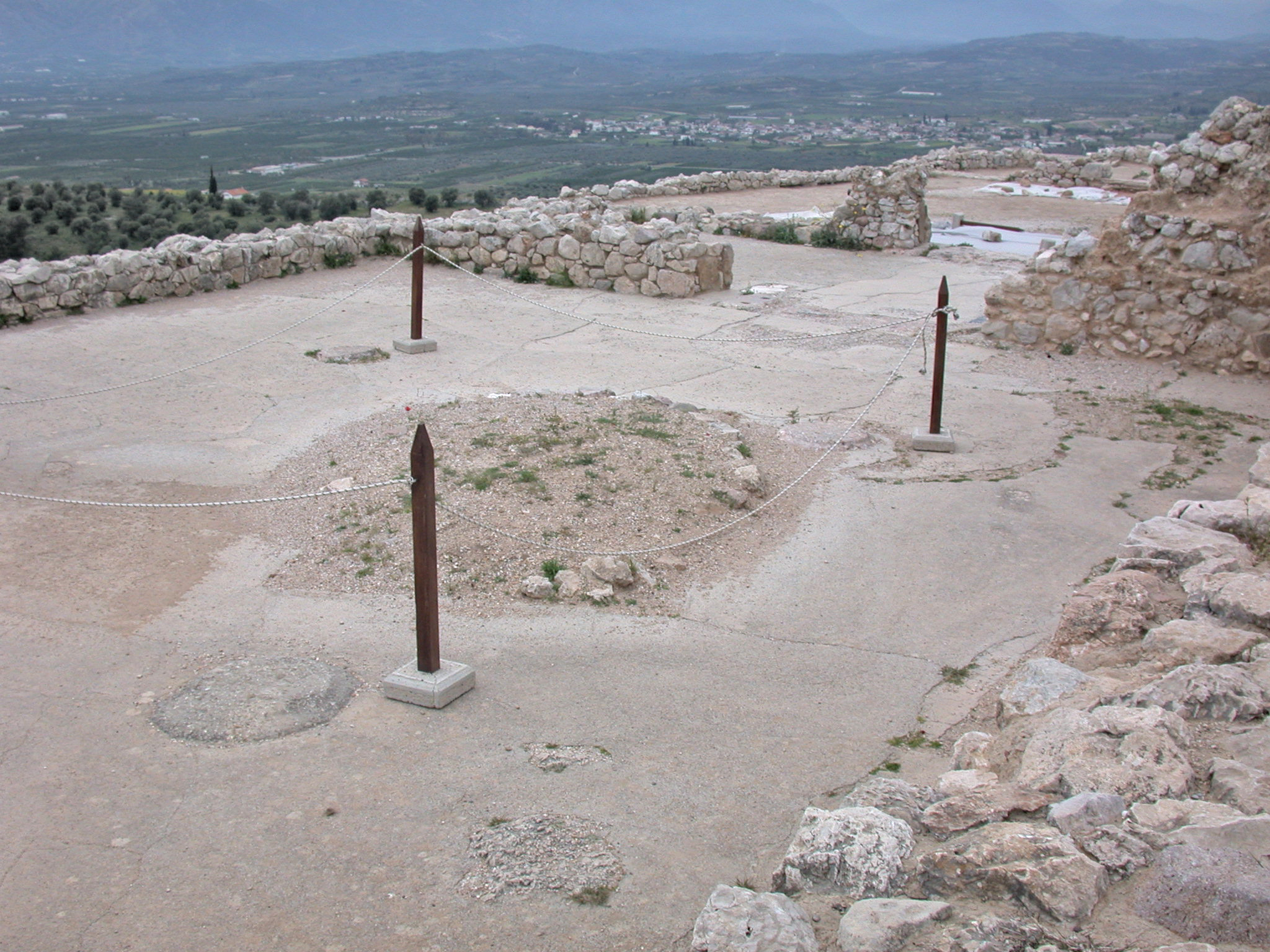
迈锡尼的迈加隆遗址，视角为从正厅(可以看到前景中的圆形炉位)看向门廊。

迈加隆组成示意图. 1: 门廊, 2: 正厅 (主要空间), 3: 立柱

迈加隆(megaron)，爱琴文明的一种建筑类型，于新石器时代即有遗迹可考。迈加隆是一个长方形的厅，其入口位于短边且开敞，有一个门廊空间，门廊常设有立柱。典型的迈加隆正厅空间通常在正中心有一个圆形炉位，上方穹顶正中开洞作为通风口，四周设有四只立柱。在迈锡尼及梯林斯地区，迈加隆作为住宅或宫殿的一个组成部分，是接待和社交用的体面场所。简单的迈加隆也可以当作起居室使用。这种建筑类型直接影响了后期古希腊神庙建筑和古希腊带有中庭的住宅。
典型的迈加隆平面可以参考皮洛斯的内斯特宫（Palace of Nestor）。